# Fernando Climent
Fernando Climent, född den 26 juli 1958 i Coria del Rio i Spanien, är en spansk roddare.
Han tog OS-silver i tvåa utan styrman i samband med de olympiska roddtävlingarna 1984 i Los Angeles.